# 黒木ほの香
黒木 ほの香（くろき ほのか、1995年10月21日 - ）は、日本の女性声優。大阪府出身。スターダストプロモーション所属を経て現在はフリーランス。

## 略歴
幼少期からなりきり遊びが好きで、小学生時代は友達とお遊びの劇団を結成し、自身が脚本を書いた劇を道徳の時間に上演したりしていた。
中学時代に深夜アニメを観はじめ、高校時代には声優ラジオも聴くようになったが、当時は看護師を目指していた。しかし高校3年生の進路を決める時期に「自分が本当に好きなことは何か」を考えた結果、やはり演じること、そしてアニメが好きだという答えにたどり着き、高校卒業と同時にアミューズメントメディア総合学院へ入学する。2校目の体験入学で訪れた学校であり、その場で入学を決めて願書を書いたという。
卒業後の2016年4月、スターダストプロモーション制作3部（現 第三事業部）に新設された声優部の第1回オーディションを経て同事務所に所属。
2016年7月、TVアニメ『orange』で声優デビュー。
2017年1月、スターダストプロモーション声優部所属の新人声優により結成されたユニット「サンドリオン」のメンバーとなる。メンバーカラーはオレンジ。2024年12月25日のユニット解散まで約8年間活動した。
2017年6月より、スターダストプロモーションによる「スターゲーマーズプロジェクト」のユニット、「スタダGG!（スターダストゲームガールズ）」に参加。アカウント名は「HONODON」。
2020年9月、ニコニコ生放送にて初のソロ冠レギュラー番組となる「黒木ほの香のSecret Show Room」が放送開始。
2021年3月、eスポーツ応援プロジェクト「声優e-Sports部」へ3期生として加入。
2023年11月27日、自身初となるソロ写真集『ほのかにあまい』を発売。
2025年3月31日をもってスターダストプロモーションを退所、フリーランスとなる。

## 人物
声優を目指すきっかけになった作品として『STEINS;GATE』を、また自身の転機となった作品として、大崎甘奈役で出演した『アイドルマスター シャイニーカラーズ』を挙げている。
高校時代から事務所所属後にかけての8年間にわたり、やよい軒でアルバイトとして働いていた。このほか、コールセンターでのテレフォンアポインター業務の経験がある。
愛称の「ほのけ」は、同期であり「サンドリオン」メンバーの小峯愛未により名付けられた。なお、“け”の由来については「特に無い」とのこと。
趣味は読書、ゲーム、麻雀、アイドル鑑賞、詩をかくこと。
特にアンジュルムをはじめとするハロー!プロジェクト所属アイドルのファンである。
また、詩を書いていたことがきっかけで所属ユニット「サンドリオン」の楽曲である『S.T.A.R.T』の作詞をしている。
ミステリやサスペンスといったジャンルの小説を好んで読む。
好きなゲームとしてApex Legends、ドラゴンクエスト、どうぶつの森を挙げている。
小学生の頃から家族で麻雀をしており、親交のある声優をゲストに招いて麻雀を打つオンラインイベントも不定期開催している。
特技は整理整頓、バドミントン、ボタン連打。
中学・高校時代はバドミントン部に所属し、メディアミックスプロジェクト『バドミントンガールズ』では「声優バドミントン部」としての活動も行っていた。
好きな食べ物はグミ、牛丼、餃子。苦手な食べ物は納豆。
4人家族で2歳年上の兄がいる。

## 出演
太字はメインキャラクター。

### テレビアニメ
2016年
- orange（長野さん、小谷）

2017年
- セイレン（三条るいせ、場内アナウンス、客）
- セントールの悩み（犬養未散）

2019年
- BanG Dream!（ライブ客）
- ひとりぼっちの○○生活（栗枝衣抄、おばさんB、女子生徒A）

2020年
- ぼくのとなりに暗黒破壊神がいます。（女子生徒B、子供B、女子生徒C、園児A、女子生徒）
- 八十亀ちゃんかんさつにっき（2020年 - 2022年、一天前紫春） - 3シリーズ

2021年
- 湖池屋SDGs劇場 サスとテナ（2021年 - 2024年、初見テナ） - 5シリーズ
- 闘神機ジーズフレーム（ウォン・リム・イー・チェン）
- 舞妓さんちのまかないさん（2021年 - 2022年、舞妓、仕込み）

2022年
- 明日ちゃんのセーラー服（上級生）
- RPG不動産（モナ）
- 乙女ゲー世界はモブに厳しい世界です（女子）
- てっぺんっ!!!!!!!!!!!!!!!（秋鹿いろは）
- 異世界迷宮でハーレムを（ミリア）

2023年
- 星屑テレパス（八尾美智子）
- 聖剣学院の魔剣使い（咲耶・ジークリンデ）

2024年
- アイドルマスター シャイニーカラーズ（大崎甘奈） - 2シリーズ
- アクロトリップ（女性販売員）

2025年
- 未ル わたしのみらい（クララ）
- 俺は星間国家の悪徳領主!（店員）
- 日々は過ぎれど飯うまし（星るな）

### Webアニメ
- Artiswitch（2021年、ハルカ[73][74]）

### 劇場アニメ
- orange -未来-（2016年）[75]

### ゲーム
2016年
- UPPERS
- ヤンデレ迷宮（春川理子）

2017年
- クイズRPG 魔法使いと黒猫のウィズ（サクヤ・クランブル）
- ソラヒメ ACE VIRGIN -銀翼の戦闘姫-（LeO451、B7A2流星、La-11）
- 天空のクラフトフリート（アユム、コンナ、オリエラ）
- 放置少女〜百花繚乱の萌姫たち〜（関羽、甘寧、曹操）

2018年
- 太極パンダ -DRAGON HUNTER-（アサシン）
- 戦国ASURA（まつ、滝川一益、高坂晶信）
- アイドルマスター シャイニーカラーズ（2018年 - 2025年、大崎甘奈）
- ルナクロニクルR（クラウド、カリン）
- 温泉むすめ ゆのはなこれくしょん（宇奈月明嶺）
- 恒星少女 -Do The Scientists Dream of Girls' Asterism?-（テグミン）

2019年
- 黒騎士と白の魔王（ハニエル、ブリギット）
- ラングリッサー モバイル（シシ・ホワイト）
- アビス・ホライズン（デアリング）
- ブラウンダスト（アメリア）
- オルタンシア・サーガ -蒼の騎士団-（キリネ）

2020年
- モンスターストライク（2020年 - 2024年、御門マツ、コーディリア＆リア〈コーディリア〉、シデッド）
- マギアレコード 魔法少女まどか☆マギカ外伝（2020年 - 2022年、リヴィア・メディロス）
- Death end re;Quest2（マーシー・ルイス）
- にゃんグリラ（レナ）
- BATON＝RELAY（高木さん）
- Shadowverse（2020年 - 2022年、機械の輸送者、密約の吸血鬼、サンライトシスター、トロピカルマーメイド、ドアマンバット、モータージーニアス、幼き糸使い〈イラスト違い〉）
- ワールドフリッパー（クラーラ）
- アズールレーン（花月）
- イドラ ファンタシースターサーガ（メルヴィ）
- ステーションメモリーズ!（王子しぐれ〈2代目〉）
- CHOJO-CryptoGirlsArena（長野飄歌）
- ファイナルファンタジー・クリスタルクロニクル リマスター（ル・ジェ）
- ブレイブソード×ブレイズソウル（アドレナリン）
- Marvel's Avengers（カマラ・カーン / ミズ・マーベル）
- グリザイア クロノスリベリオン（2020年 - 2023年、ベティ）

2021年
- クラッシュフィーバー（前田慶次）
- アイドルマスター ポップリンクス（2021年 - 2022年、大崎甘奈）
- 乱闘少女：ガールズクラッシュ（ミリ）
- リーグ・オブ・レジェンド（ヴェックス）
- ガールズ X バトル2（ケーチェ）
- アイドルマスター スターリットシーズン（大崎甘奈）
- モナーク/Monark（日向望）

2022年
- 幻獣契約クリプトラクト（ウェイツァ）
- アリス・ギア・アイギス（2022年 - 2024年、米良渕花浪、佐伯リツカ）
- シン・クロニクル（マーヤ、リョーコ）
- グランブルーファンタジー（ナディア）
- 東方LostWord（サヨナラはどこか蒼い 八坂神奈子、南国の女神 ヘカーティア・ラピスラズリ、異聞異説怪獣 上白沢慧音、夢幻幽玄怪獣 ドレミー・スイート、竜言語の黒魔法剣士 霧雨魔理沙）
- ニューラルクラウド（グルーヴ）
- 熱血硬派くにおくん外伝 リバーシティガールズ2（ミサコ）

2023年
- サクライグノラムス（ジャンヌ・ダルク）
- 異世界に飛ばされたらパパになったんだが 〜精霊騎士団物語〜（レーバテイン）
- けものフレンズ3（フクロオオカミ）
- シャイニングニキ（セリーナ、夜の魔女）
- センチメンタルデスループ（朝陽乃愛）
- Starfield
- キュービックスターズ（コーディリア）
- アイドルマスター シャイニーカラーズ Song for Prism（2023年 - 2025年、大崎甘奈）

2024年
- メイド・オブ・ザ・デッド（土浦乙葉）
- BAR ステラアビス（レオナ）
- 城とドラゴン（キンタロウ）
- アーキエイジ ウォー（ジャン・ライア）
- チョコットスタジアム（リズ、エラ）
- 雀皇麻雀（豊臣秀妃）
- MicroSStep（アカホ）
- レゾナンス:無限号列車（ガンヤ）
- クッキーラン:キングダム（金木犀味クッキー）

2025年
- Fate/Grand Order（黒姫）
- 龍が如く8外伝 Pirates in Hawaii（ミサキ）
- ボーダーランズ4（ヴェックス）
- エターナルツリー：新生（イーネド）

2026年
- MARVEL：TOKON FIGHTING SOULS（ミズ・マーベル）

### ラジオ
※はインターネット配信。
- 岩田光央・鈴村健一 スウィートイグニッション（ラジオ大阪）[5] - アシスタントパーソナリティ
- この木なんの木 青木と黒木（2017年 - 2020年、超!A&G+※）[162][163]
- アイドルマスター シャイニーカラーズ はばたきラジオステーション（2018年 - 、ASOBI CHANNEL※）[164] - 週替わりパーソナリティ
- バドミントンガールズ 〜聖ラファエル学院放送部〜（2018年 - 2019年、ラジオ関西・音泉※）[165][166]
- 白黒瞳ちゃん（2019年 - 2021年、超!A&G+※）[167][168]
- サンドリ on the Radio（2021年 - 2024年、超!A&G+※）[169][170]
- 創彩ラジオ（2021年 - 2023年、音泉※）[171][172]

### インターネット放送
2016年
- スタヴァ!（2016年 - 2024年、ニコニコ生放送・SHOWROOM→YouTube）

2017年
- スタダGG!（FRESH!・YouTube）
- スタダGG! HONODON 『オーバーウォッチ』 プレイ動画（YouTube）
- ほののんびより（生テレ）

2018年
- バドミントンガールズ動画（YouTube）

2019年
- ファミ通LIVE（ニコニコ生放送・YouTube）
- サンドリONLINE（2019年 - 2022年、LINE LIVE）
- 黒木ほの香と前川涼子の“まだまだこれからなんです！”（2019年 - 2023年、ニコニコ生放送・YouTube）

2020年
- サンドリオンのステヴァ!（SHOWROOM→YouTube）
- 白黒瞳ちゃん LINE LIVE（LINE LIVE）
- 黒木ほの香のまったりゲーム（YouTube）
- 黒木ほの香のSecret Show Room（ニコニコ生放送・YouTube）

2021年
- サンドリオンのわるいのはぜんぶゲーマーズ（2021年 - 2025年、YouTube）
- 黒木ほの香の“りらくぜ～しょん♡ほの家”（OPENREC.tv）

2023年
- 黒木ほの香と前川涼子のまだまだこれからなんです！SUPER（2023年 - 2024年、ニコニコ生放送）

### 映像商品
- リーディング&ライブ『Re:Union』 公演DVD（2019年）[192]
- サンドリオン LIVE DVD『サンドリオン記念日〜ドリオンズとの702日〜』（2019年）[193]
- 「THE IDOLM@STER SHINY COLORS 1stLIVE FLY TO THE SHINY SKY」Blu-ray（2019年）[194]
- 黒木ほの香と前川涼子の“まだまだこれからなんです”VOL.1（2019年）[195][196]
- 黒木ほの香と前川涼子の“まだまだこれからなんです”VOL.2（2020年）[197]
- バンダイナムコエンターテインメントフェスティバル 2days LIVE Blu-ray（2020年）[198]
- 「THE IDOLM@STER SHINY COLORS MUSIC DAWN」Blu-ray（2021年）[199]
- サンドリオン LIVE Blu-ray『サンドリオン記念日～センキュー!よろしくっ☆～』（2021年）[200]
- 「THE IDOLM@STER SHINY COLORS 2ndLIVE STEP INTO THE SUNSET SKY」Blu-ray（2021年）[201]
- 「THE IDOLM@STER SHINY COLORS 3rdLIVE TOUR PIECE ON PLANET / NAGOYA / TOKYO / FUKUOKA」Blu-ray（2022年）[202]  [203]  [204]
- 黒木ほの香と前川涼子の“まだまだこれからなんです”VOL.3（2022年）[205]
- サンドリオン LIVE Blu-ray『サンドリオン 5th Anniversary Live～Going our way!～』（2022年）[206]
- 『黒木ほの香は初めての沖縄でアドベンチャーをエンジョイする！』（2022年）[207]
- 「THE IDOLM@STER SHINY COLORS 4thLIVE 空は澄み、今を越えて。」Blu-ray（2022年）[208]
- バンダイナムコエンターテインメントフェスティバル 2nd 2days LIVE Blu-ray（2023年）[209]
- THE IDOLM@STER M@STERS OF IDOL WORLD!!!!! 2023 Blu-ray PERFECT BOX!!!!!（2023年）[210]
- 「THE IDOLM@STER SHINY COLORS 5thLIVE If I_wings.」Blu-ray（2023年）[211]
- 283PRODUCTION SOLO PERFORMANCE LIVE「我儘なまま」Blu-ray（2024年）[212]
- THE IDOLM@STER SHINY COLORS 5.5th Anniversary LIVE「星が見上げた空」Blu-ray（2024年）[213]
- 「異次元フェス アイドルマスター★♥ラブライブ！歌合戦」Blu-ray（2024年）[214]
- 『黒木ほの香・芝崎典子のふらっと香川に来てみました！』（2024年）[215]
- 「THE IDOLM@STER SHINY COLORS 6thLIVE TOUR Come and Unite!」Blu-ray（2025年）[216]
- 『黒木ほの香・関根瞳のふらっと新潟に来てみました！』（2025年）[217]

### 吹き替え
- 恋するブロンド・キャスター[5]
- ザ・レイド レディ・ミッション（2018年、ミラ、ケリー[218]）
- タイムマシン2024（英語版）（2024年、ララ[219]）
- イーヴィル: 超常現象捜査ファイル シーズン4（2024年）[220]

### ナレーション
- ニッポン食文化リサーチ！（BS-TBS）[5]
- Vステーション ゾーンジングル（2016年、ラジオ大阪）[221]
- 味の素AGF 「マリーム」 商品ナレーション（2017年）[222]
- ツギクル・リサーチ！ 2nd season（2018年、BS-TBS）[223]
- 【開封の儀】Marvel's Avengers (アベンジャーズ) リアッセンブルエディション（2020年、YouTube）[224]

### デジタルコミック
- クールな副社長の甘すぎる愛し方（2020年、小石川理子[225]）
- タコピーの原罪（2022年、雲母坂まりな[226][227]）
- ヤンキーJKあやかさんの弱点（2022年、あやか[228]）

### ボイスドラマ
- ASMR『UNLUCKY LOVE 〜関西弁のお姉さん〜』（2021年、お姉ちゃん[229][230]）
- 幕末動乱美少女伝（2024年、西郷隆盛[231]）
- ASMR『いっしょぐらし 〜イケメン彼女編〜』（2024年、矢倉柚津綺[232]）
- 俺はまだ、本気を出していない（2024年 - 2025年、ヘスティア[233][234]）
- ASMR『初めて出来た彼女が実は重たい子かもしれない』（2024年、初津目逢日[235]）
- 戦国繚乱美少女伝（2025年、前田利家[236][237]）
- ASMR『甘えんぼワンワンは家限定！ 最近義妹になったクラスメイト』（2025年、羽希[238]）

### CM
- 「丸沼高原スキー場」ラジオCM[5]
- アミューズメントメディア総合学院 オリジナルアニメーションTVCM「BLUE-line・step・brush-」（2020年、アオイ[239]）
- プリントパックTVCM「DMまるごとパック」篇、「完全自社生産」篇 CMソング（2021年）[240]

### 舞台
- ひらさわ×フルタプロジェクト 第7弾『禁断のボーダーライン』（2018年、リンス[241][242]）
- リーディング&ライブ『Re:Union』（2019年、新田ひかる[243]）

### 朗読劇
- 『2099』（2019年）[244]
- 声劇和楽団 第七回公演『姫ものがたり「かぐや姫」』（2019年、かぐや姫[245]）
- ボイスガレッジシアター Vol.2『ブラインド』（2022年、みらい[246]）
- ぽわわわわん ごとにぶんのいっこめ『くつした ふたつ』（2022年）[247]

### その他コンテンツ
- 株式会社サポーターズ就活応援キャラクター（2017年、サトアズ〈佐藤アズサ〉[248]）
- メディアミックスプロジェクト『温泉むすめ』（2017年、宇奈月明嶺[249][250]）
- メディアミックスプロジェクト『バドミントンガールズ』（2018年、高城絵理華[251]）
- LINEスタンプ『アイドルマスター シャイニーカラーズ』（2019年 - 2020年、大崎甘奈[252]） - 2作品
- オーディオブック『屍人荘の殺人』シリーズ（2020年 - 2023年、剣崎比留子[253][254][255]） - 3作品[一覧 4]
- 創彩少女庭園（2020年 - 2024年、佐伯リツカ[256][257]）
- デジタル通貨「ルーラコイン」決済音ボイス（2022年、宇奈月明嶺[258]）
- 絵本読み聞かせアプリ「みいみ」（2022年 - 2023年）[259][260] - 2作品[一覧 5]

## ディスコグラフィ

### キャラクターソング
| 発売日   | 商品名 | 歌 | 楽曲 | 備考                                                                             |
| 2018年   | 2018年 | 2018年 | 2018年 | 2018年                                                                           |
| -------- | --- | --- | --- | -------------------------------------------------------------------------------- |
| 5月4日   | Let's 御社!! てくのたん☆ サトアズversion.                                                                         | サトアズ〈佐藤アズサ〉（黒木ほの香） | 「Let's 御社!! てくのたん☆ サトアズversion.」 | 株式会社サポーターズ就活応援キャラクター『サトアズ』関連曲                       |
| 6月6日   | THE IDOLM@STER SHINY COLORS BRILLI@NT WING 01 Spread the Wings!!                                                  | シャイニーカラーズ | 「Spread the Wings!!」 「Multicolored Sky」 | ゲーム『アイドルマスター シャイニーカラーズ』テーマソング                        |
| 10月3日  | THE IDOLM@STER SHINY COLORS BRILLI@NT WING 05 アルストロメリア                                                    | アルストロメリア | 「アルストロメリア」 「ハピリリ」 「Spread the Wings!!」 | ゲーム『アイドルマスター シャイニーカラーズ』関連曲                              |
| 11月30日 | smash!!!!! | バドミントンガールズ | 「Side × Side」 「smash!!!!!」 「全力全身DREAMER!」 | メディアミックスプロジェクト『バドミントンガールズ』関連曲                       |
| 12月19日 | THE IDOLM@STER SHINY COLORS SE@SONAL WINTER                                                                       | シャイニーカラーズ | 「SNOW FLAKES MEMORIES」 「Let's get a chance」 | ゲーム『アイドルマスター シャイニーカラーズ』関連曲                              |
| 2019年   | | | |                                                                                  |
| 1月24日  | be with you -Type 2019 Unit Ver.-                                                                                 | 新田ひかる（黒木ほの香）、宮前みや（成海瑠奈）、澄白飛鳥（高木友梨香） | 「be with you -Type 2019 Unit Ver.-」 | 部隊『Re:Union』主題歌                                                           |
| 3月9日   | THE IDOLM@STER SHINY COLORS SOLO COLLECTION -1stLIVE FLY TO THE SHINY SKY-                                        | 大崎甘奈（黒木ほの香） | 「アルストロメリア」 | ゲーム『アイドルマスター シャイニーカラーズ』関連曲                              |
| 4月10日  | THE IDOLM@STER SHINY COLORS FR@GMENT WING 01                                                                      | シャイニーカラーズ | 「Ambitious Eve」 「いつか Shiny Days」 | ゲーム『アイドルマスター シャイニーカラーズ』関連曲                              |
| 8月18日  | THE IDOLM@STER SHINY COLORS SOLO COLLECTION -SUMMER PARTY 2019-                                                   | 大崎甘奈（黒木ほの香） | 「ハピリリ」 | ゲーム『アイドルマスター シャイニーカラーズ』関連曲                              |
| 8月21日  | THE IDOLM@STER SHINY COLORS FR@GMENT WING 05                                                                      | アルストロメリア | 「Bloomy!」 「Love Addiction」 「Ambitious Eve」 | ゲーム『アイドルマスター シャイニーカラーズ』関連曲                              |
| 12月18日 | THE IDOLM@STER SHINY COLORS FUTURITY SMILE                                                                        | シャイニーカラーズ | 「FUTURITY SMILE」 「Spread the Wings!!」 | ゲーム『アイドルマスター シャイニーカラーズ』関連曲                              |
| 2020年   | | | |                                                                                  |
| 2月12日  | THE IDOLM@STER SHINY COLORS SWEET♡STEP                                                                            | シャイニーカラーズ | 「SWEET♡STEP」 「Multicolored Sky」 | ゲーム『アイドルマスター シャイニーカラーズ』関連曲                              |
| 3月21日  | THE IDOLM@STER SHINY COLORS SOLO COLLECTION -SPRING PARTY 2020-                                                   | 大崎甘奈（黒木ほの香） | 「Bloomy!」 | ゲーム『アイドルマスター シャイニーカラーズ』関連曲                              |
| 4月8日   | THE IDOLM@STER SHINY COLORS GR@DATE WING 01                                                                       | シャイニーカラーズ | 「シャイノグラフィ」 「Dye the sky.」 | ゲーム『アイドルマスター シャイニーカラーズ』関連曲                              |
| 7月29日  | THE IDOLM@STER SHINY COLORS SOLO COLLECTION -2ndLIVE STEP INTO THE SUNSET SKY-                                    | 大崎甘奈（黒木ほの香） | 「Love Addiction」 | ゲーム『アイドルマスター シャイニーカラーズ』関連曲                              |
| 10月31日 | THE IDOLM@STER SHINY COLORS SOLO COLLECTION -MUSIC DAWN-                                                          | 大崎甘奈（黒木ほの香） | 「SNOW FLAKES MEMORIES」 | ゲーム『アイドルマスター シャイニーカラーズ』関連曲                              |
| 12月9日  | THE IDOLM@STER SHINY COLORS GR@DATE WING 05                                                                       | アルストロメリア | 「ダブル・イフェクト」 「Anniversary」 「シャイノグラフィ」 | ゲーム『アイドルマスター シャイニーカラーズ』関連曲                              |
| 2021年   | | | |                                                                                  |
| 1月20日  | THE IDOLM@STER SHINY COLORS COLORFUL FE@THERS -Stella-                                                            | Team.Stella | 「プラニスフィア 〜planisphere〜」 | ゲーム『アイドルマスター シャイニーカラーズ』関連曲                              |
| 1月20日  | THE IDOLM@STER SHINY COLORS COLORFUL FE@THERS -Stella-                                                            | 大崎甘奈（黒木ほの香） | 「Sweet Memories」 | ゲーム『アイドルマスター シャイニーカラーズ』関連曲                              |
| 4月14日  | THE IDOLM@STER SHINY COLORS L@YERED WING 01                                                                       | シャイニーカラーズ | 「Resonance⁺」 「Color Days」 | ゲーム『アイドルマスター シャイニーカラーズ』関連曲                              |
| 4月24日  | THE IDOLM@STER SHINY COLORS SOLO COLLECTION -3rdLIVE TOUR PIECE ON PLANET / TOKYO-                                | 大崎甘奈（黒木ほの香） | 「ダブル・イフェクト」 | ゲーム『アイドルマスター シャイニーカラーズ』関連曲                              |
| 5月29日  | THE IDOLM@STER SHINY COLORS SOLO COLLECTION -3rdLIVE TOUR PIECE ON PLANET / FUKUOKA-                              | 大崎甘奈（黒木ほの香） | 「Anniversary」 | ゲーム『アイドルマスター シャイニーカラーズ』関連曲                              |
| 8月18日  | THE IDOLM@STER SHINY COLORS L@YERED WING 05                                                                       | アルストロメリア | 「パステルカラー パスカラカラー」 「ラブ・ボナペティート」 「Resonance⁺」 | ゲーム『アイドルマスター シャイニーカラーズ』関連曲                              |
| 10月6日  | THE IDOLM@STER STARLIT SEASON 00 GR@TITUDE                                                                        | Project LUMINOUS | 「GR@TITUDE」 | ゲーム『アイドルマスター スターリットシーズン』関連曲                            |
| 10月6日  | THE IDOLM@STER STARLIT SEASON 00 GR@TITUDE ランティス盤                                                           | シャイニーカラーズ | 「GR@TITUDE」 | ゲーム『アイドルマスター スターリットシーズン』関連曲                            |
| 12月1日  | THE IDOLM@STER STARLIT SEASON 01                                                                                  | Project LUMINOUS | 「THE IDOLM@STER」 | ゲーム『アイドルマスター スターリットシーズン』関連曲                            |
| 12月1日  | THE IDOLM@STER STARLIT SEASON 01                                                                                  | 765PRO ALLSTARS、シャイニーカラーズ | 「Spread the Wings!!」 | ゲーム『アイドルマスター スターリットシーズン』関連曲                            |
| 12月1日  | THE IDOLM@STER STARLIT SEASON 01                                                                                  | 天海春香（中村繪里子）、水瀬伊織（釘宮理恵）、菊地真（平田宏美）、我那覇響（沼倉愛美）、安部菜々（三宅麻理恵）、双葉杏（五十嵐裕美）、春日未来（山崎はるか）、大崎甘奈（黒木ほの香）、大崎甜花（前川涼子）、奥空心白（田中あいみ）                                         | 「SESSION!」 | ゲーム『アイドルマスター スターリットシーズン』関連曲                            |
| 2022年   | | | |                                                                                  |
| 1月19日  | THE IDOLM@STER STARLIT SEASON 02                                                                                  | 765PRO ALLSTARS、シャイニーカラーズ | 「READY!!」 | ゲーム『アイドルマスター スターリットシーズン』関連曲                            |
| 1月19日  | THE IDOLM@STER STARLIT SEASON 02                                                                                  | シャイニーカラーズ | 「Multicolored Sky」 | ゲーム『アイドルマスター スターリットシーズン』関連曲                            |
| 2月14日  | THE IDOLM@STER SHINY COLORS SOLO COLLECTION -L@YERED WING part 1-                                                 | 大崎甘奈（黒木ほの香） | 「パステルカラー パスカラカラー」 | ゲーム『アイドルマスター シャイニーカラーズ』関連曲                              |
| 2月14日  | THE IDOLM@STER SHINY COLORS SOLO COLLECTION -L@YERED WING part 2-                                                 | 大崎甘奈（黒木ほの香） | 「ラブ・ボナペティート」 | ゲーム『アイドルマスター シャイニーカラーズ』関連曲                              |
| 3月2日   | THE IDOLM@STER STARLIT SEASON 03                                                                                  | シャイニーカラーズ | 「Ambitious Eve」 | ゲーム『アイドルマスター スターリットシーズン』関連曲                            |
| 4月13日  | THE IDOLM@STER STARLIT SEASON 04                                                                                  | 天海春香（中村繪里子）、水瀬伊織（釘宮理恵）、菊地真（平田宏美）、我那覇響（沼倉愛美）、安部菜々（三宅麻理恵）、双葉杏（五十嵐裕美）、春日未来（山崎はるか）、田中琴葉（種田梨沙）、大崎甘奈（黒木ほの香）、大崎甜花（前川涼子）、奥空心白（田中あいみ）、詩花（高橋李依） | 「KAWAII ウォーズ」 | ゲーム『アイドルマスター スターリットシーズン』関連曲                            |
| 4月13日  | THE IDOLM@STER STARLIT SEASON 04                                                                                  | Project LUMINOUS、DIAMANT | 「GR＠TITUDE」 | ゲーム『アイドルマスター スターリットシーズン』関連曲                            |
| 4月13日  | THE IDOLM@STER SHINY COLORS PANOR@MA WING 01                                                                      | シャイニーカラーズ | 「虹の行方」 「Daybreak Age」 | ゲーム『アイドルマスター シャイニーカラーズ』関連曲                              |
| 4月23日  | THE IDOLM@STER SHINY COLORS Synthe-Side 03                                                                        | イルミネーションスターズ、アルストロメリア、シーズ | 「Secret utopIA」 | ゲーム『アイドルマスター シャイニーカラーズ』関連曲                              |
| 4月23日  | THE IDOLM@STER SHINY COLORS Synthe-Side 03                                                                        | 大崎甘奈（黒木ほの香） | 「Secret utopIA」 | ゲーム『アイドルマスター シャイニーカラーズ』関連曲                              |
| 8月10日  | THE IDOLM@STER SHINY COLORS PANOR@MA WING 05                                                                      | アルストロメリア | 「VERY BERRY LOVE」 「Give me some more…」 「虹の行方」 | ゲーム『アイドルマスター シャイニーカラーズ』関連曲                              |
| 8月17日  | てっぺんっ天国 〜TOP OF THE LAUGH!!!〜                                                                            | てっぺんっオールスターズ | 「てっぺんっ天国 〜TOP OF THE LAUGH!!!〜」 | テレビアニメ『てっぺんっ!!!』オープニングテーマ                                  |
| 2023年   | | | |                                                                                  |
| 1月18日  | THE IDOLM@STER SHINY COLORS WING COLLECTION -A side-                                                              | シャイニーカラーズ | 「Spread the Wings!! -25 colors-」 「Ambitious Eve -25 colors-」 「シャイノグラフィ -25 colors-」 「Resonance⁺ -25 colors-」 「SNOW FLAKES MEMORIES -25 colors-」 「FUTURITY SMILE -25 colors-」 | ゲーム『アイドルマスター シャイニーカラーズ』関連曲                              |
| 2月8日   | THE IDOLM@STER SHINY COLORS WING COLLECTION -B side-                                                              | シャイニーカラーズ | 「Multicolored Sky -25 colors-」 「いつか Shiny Days -25 colors-」 「Dye the sky. -25 colors-」 「Color Days -25 colors-」 「Let's get a chance -25 colors-」 「SWEET♡STEP -25 colors-」         | ゲーム『アイドルマスター シャイニーカラーズ』関連曲                              |
| 2月11日  | THE IDOLM@STER SHINY COLORS SOLO COLLECTION -M@STERS OF IDOL WORLD!!!!! 2023-                                     | 大崎甘奈（黒木ほの香） | 「Let’s get a chance」 | ゲーム『アイドルマスター シャイニーカラーズ』関連曲                              |
| 3月18日  | THE IDOLM@STER SHINY COLORS SOLO COLLECTION -5thLIVE If I_wings. part1-                                           | 大崎甘奈（黒木ほの香） | 「VERY BERRY LOVE」 | ゲーム『アイドルマスター シャイニーカラーズ』関連曲                              |
| 3月18日  | THE IDOLM@STER SHINY COLORS SOLO COLLECTION -5thLIVE If I_wings. part2-                                           | 大崎甘奈（黒木ほの香） | 「Give me some more…」 | ゲーム『アイドルマスター シャイニーカラーズ』関連曲                              |
| 7月12日  | THE IDOLM@STER SHINY COLORS “CANVAS” 04                                                                           | アルストロメリア | 「メッセージ」 「Love Letter」 「グラデーション」 | ゲーム『アイドルマスター シャイニーカラーズ』関連曲                              |
| 7月22日  | THE IDOLM@STER SHINY COLORS SOLO COLLECTION -SOLO PERFORMANCE LIVE 我儘なまま Stella-                             | 大崎甘奈（黒木ほの香） | 「プラニスフィア 〜planisphere〜」 | ゲーム『アイドルマスター シャイニーカラーズ』関連曲                              |
| 10月18日 | THE IDOLM@STER SHINY COLORS Song for Prism 星の声                                                                 | シャイニーカラーズ | 「星の声」 | ゲーム『アイドルマスター シャイニーカラーズ Song for Prism』テーマソング         |
| 2024年   | | | |                                                                                  |
| 1月24日  | THE IDOLM@STER SHINY COLORS Song for Prism 裸足じゃイラレナイ / 明日もBeautiful Day                               | アルストロメリア | 「明日もBeautiful Day」 | ゲーム『アイドルマスター シャイニーカラーズ Song for Prism』関連曲               |
| 3月2日   | THE IDOLM@STER SHINY COLORS SOLO COLLECTION -6thLIVE TOUR Come and Unite! part1-                                  | 大崎甘奈（黒木ほの香） | 「メッセージ」 | ゲーム『アイドルマスター シャイニーカラーズ』関連曲                              |
| 3月2日   | THE IDOLM@STER SHINY COLORS SOLO COLLECTION -6thLIVE TOUR Come and Unite! part2-                                  | 大崎甘奈（黒木ほの香） | 「Love Letter」 | ゲーム『アイドルマスター シャイニーカラーズ』関連曲                              |
| 3月2日   | THE IDOLM@STER SHINY COLORS SOLO COLLECTION -6thLIVE TOUR Come and Unite! part3-                                  | 大崎甘奈（黒木ほの香） | 「グラデーション」 | ゲーム『アイドルマスター シャイニーカラーズ』関連曲                              |
| 4月10日  | THE IDOLM@STER SHINY COLORS ツバサグラビティ                                                                      | シャイニーカラーズ | 「ツバサグラビティ」 | テレビアニメ『アイドルマスター シャイニーカラーズ』オープニングテーマ            |
| 4月10日  | THE IDOLM@STER SHINY COLORS ツバサグラビティ                                                                      | アルストロメリア | 「ツバサグラビティ」 | テレビアニメ『アイドルマスター シャイニーカラーズ』関連曲                        |
| 4月17日  | THE IDOLM@STER SHINY COLORS シャイニーPRオファー Vol.1                                                            | 大崎甘奈（黒木ほの香）、市川雛菜（岡咲美保）、田中摩美々（菅沼千紗） | 「輝きにかわる」 | ゲーム『アイドルマスター シャイニーカラーズ』関連曲                              |
| 4月17日  | THE IDOLM@STER SHINY COLORS シャイニーPRオファー Vol.1                                                            | 大崎甘奈（黒木ほの香） | 「輝きにかわる」 | ゲーム『アイドルマスター シャイニーカラーズ』関連曲                              |
| 7月27日  | THE IDOLM@STER SHINY COLORS LIVE FUN!! -Beyond the Blue sky part1-                                                | 大崎甘奈（黒木ほの香） | 「ツバサグラビティ」 | テレビアニメ『アイドルマスター シャイニーカラーズ』関連曲                        |
| 8月7日   | THE IDOLM@STER SHINY COLORS ECHOES 04                                                                             | アルストロメリア | 「アスタラブビスタ」 「DAYDREAM LOVE」 「Migratory Echoes」 | ゲーム『アイドルマスター シャイニーカラーズ』関連曲                              |
| 9月25日  | THE IDOLM@STER SHINY COLORS Song for Prism After Run / mellow mellow                                              | アルストロメリア | 「mellow mellow」 | ゲーム『アイドルマスター シャイニーカラーズ Song for Prism』関連曲               |
| 10月5日  | THE IDOLM@STER SHINY COLORS SOLO COLLECTION -6.5th Anniversary LIVE “Chapter 283”-                                | 大崎甘奈（黒木ほの香） | 「明日もBeautiful Day」 | ゲーム『アイドルマスター シャイニーカラーズ Song for Prism』関連曲               |
| 10月9日  | THE IDOLM@STER SHINY COLORS プリズムフレア                                                                        | シャイニーカラーズ | 「プリズムフレア」 | テレビアニメ『アイドルマスター シャイニーカラーズ 2nd season』オープニングテーマ |
| 10月9日  | THE IDOLM@STER SHINY COLORS プリズムフレア                                                                        | アルストロメリア | 「プリズムフレア」 | テレビアニメ『アイドルマスター シャイニーカラーズ 2nd season』関連曲             |
| 10月30日 | THE IDOLM@STER SHINY COLORS Happy Surprise Trick!                                                                 | 八宮めぐる（峯田茉優）、三峰結華（希水しお）、小宮果穂（河野ひより）、西城樹里（永井真里子）、大崎甘奈（黒木ほの香） | 「CANDY UNIVERSE」 | テレビアニメ『アイドルマスター シャイニーカラーズ 2nd season』関連曲             |
| 10月30日 | THE IDOLM@STER SHINY COLORS Happy Surprise Trick!                                                                 | シャイニーカラーズ | 「Poison Berry Daughters」 | テレビアニメ『アイドルマスター シャイニーカラーズ 2nd season』関連曲             |
| 11月20日 | THE IDOLM@STER SHINY COLORS Song for Prism C’mon! Join Us / 愛なView / サマーサマーオーシャンパーリィバケーション | シャイニーカラーズ | 「C’mon! Join Us」 「愛なView」 | ゲーム『アイドルマスター シャイニーカラーズ Song for Prism』関連曲               |
| 12月25日 | THE IDOLM@STER SHINY COLORS Over the prism                                                                        | アルストロメリア | 「With you」 | テレビアニメ『アイドルマスター シャイニーカラーズ 2nd season』関連曲             |
| 12月25日 | THE IDOLM@STER SHINY COLORS Over the prism                                                                        | シャイニーカラーズ | 「プリズムフレア -23 colors-」 | テレビアニメ『アイドルマスター シャイニーカラーズ 2nd season』関連曲             |
| 2025年   | | | |                                                                                  |
| 1月22日  | THE IDOLM@STER SHINY COLORS ECHOES 09                                                                             | シャイニーカラーズ | 「Migratory Echoes」 | ゲーム『アイドルマスター シャイニーカラーズ』関連曲                              |
| 3月1日   | THE IDOLM@STER SHINY COLORS SOLO COLLECTION -2nd season LIVE Over the prism part1-                                | 大崎甘奈（黒木ほの香） | 「プリズムフレア」 | テレビアニメ『アイドルマスター シャイニーカラーズ 2nd season』関連曲             |
| 3月1日   | THE IDOLM@STER SHINY COLORS SOLO COLLECTION -2nd season LIVE Over the prism part2-                                | 大崎甘奈（黒木ほの香） | 「With you」 | テレビアニメ『アイドルマスター シャイニーカラーズ 2nd season』関連曲             |
| 3月1日   | THE IDOLM@STER SHINY COLORS SOLO COLLECTION -2nd season LIVE Over the prism part3-                                | 大崎甘奈（黒木ほの香） | 「CANDY UNIVERSE」 | テレビアニメ『アイドルマスター シャイニーカラーズ 2nd season』関連曲             |
| 3月1日   | THE IDOLM@STER SHINY COLORS SOLO COLLECTION -2nd season LIVE Over the prism part4-                                | 大崎甘奈（黒木ほの香） | 「Poison Berry Daughters」 | テレビアニメ『アイドルマスター シャイニーカラーズ 2nd season』関連曲             |

### その他参加楽曲
| 発売日        | 商品名                                           | 歌                                                       | 楽曲                  | 備考                                                         |
| ------------- | ------------------------------------------------ | -------------------------------------------------------- | --------------------- | ------------------------------------------------------------ |
| 2022年12月5日 | 283PRODUCTION UNIT LIVE SETSUNA BEAT ORIGINAL CD | 黒木ほの香、前川涼子、芝崎典子                           | 「Happy Funny Lucky」 | ライブイベント『283PRODUCTION UNIT LIVE SETSUNA BEAT』関連曲 |
| 2022年12月5日 | 283PRODUCTION UNIT LIVE SETSUNA BEAT ORIGINAL CD | 黒木ほの香、白石晴香、岡咲美保、前川涼子、和久井優       | 「OH MY GOD」         | ライブイベント『283PRODUCTION UNIT LIVE SETSUNA BEAT』関連曲 |
| 2022年12月5日 | 283PRODUCTION UNIT LIVE SETSUNA BEAT ORIGINAL CD | 芝崎典子、河野ひより、涼本あきほ、丸岡和佳奈、黒木ほの香 | 「今しかない瞬間を」  | ライブイベント『283PRODUCTION UNIT LIVE SETSUNA BEAT』関連曲 |

## 書籍

### 写真集
- 黒木ほの香1st写真集『ほのかにあまい』（2023年11月27日、イマジカインフォス）ISBN 978-4-07-455930-5[21]

### 連載
- 電ファミニコゲーマー WEB連載『黒木ほの香のどうか内密に。』[261]（2024年4月21日[262] - 、エッセイ連載）